# ヤンゴメ
ヤンゴメは千葉県南部（旧・安房国地域）の郷土料理。炒った米とゆでた小豆に砂糖を合わせて炊いた料理である。やん米、やき米、やーごめ、えいごめとも呼ばれる。
「焼き米」が語源とされる。見た目は赤飯に似るが、炒った米を使うため、パラパラした食感となる。
お盆や、豊作祈願といったハレの日に食べる縁起物として、親しまれている。
かつては、田植えが終わる時期に残った籾を利用して作られ、お盆以外でも食されていた。

## やんごめくいくい
お盆の際に迎え火、送り火を行う風習は日本全国にあるが、安房地方ではやんごめくいくいと呼ぶ。
迎え火の際には、藁に火を点けて「やんごめくいくい、水飲み飲み、この灯りでごらっしゃい」と唱える。
送り火の際には、同様に「やんごめくいくい、水飲み飲み、この灯りで帰らっしゃい」と唱える。
唱えながら、米を火の中に投げ入れたり、水を撒く。言葉ややり方は、地域や家庭によって異なる。